# Amrumbank
Koordinaten: 54° 36′ N, 8° 0′ O

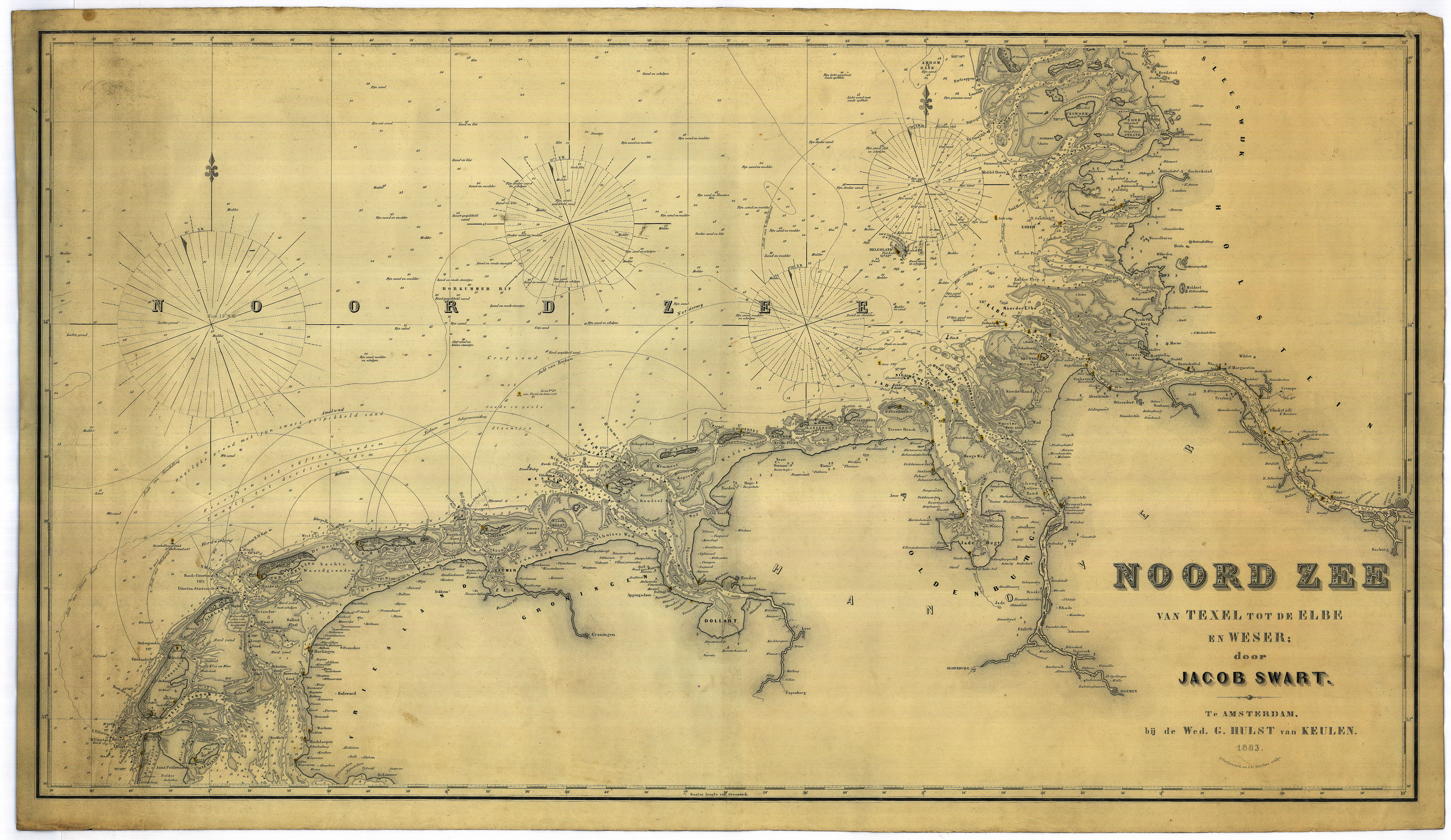
Amrom Bank auf einer Karte von 1883 (oberer Bildrand)

Amrum-Bank auf dem Kartenblatt Amrum (1893)

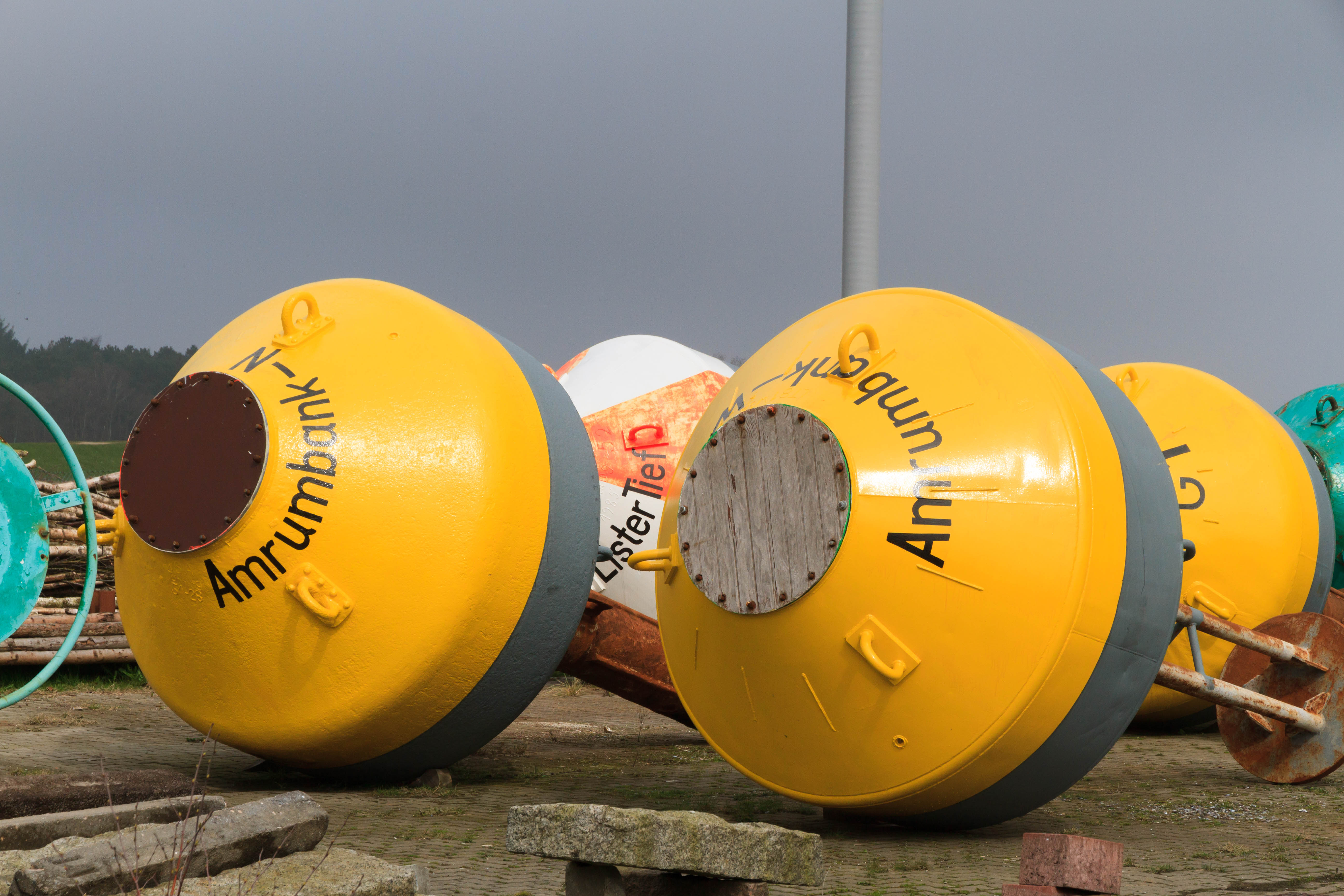
Kardinaltonnen mit der Bezeichnung Amrumbank in Wittdün

Die Amrumbank (dänisch: Amrum Banke, nordfriesisch: Oomrambeenk) ist eine sandige Untiefe vor der Westküste Schleswig-Holsteins, etwa elf Seemeilen westlich von Amrum.

## Allgemeines
Die Amrumbank hat eine Wassertiefe von weniger als 10 Metern und erstreckt sich über eine Gesamtlänge von 12 Seemeilen in südsüdwestlicher Richtung. Sie ist durch eine 11 m tiefe Passage in zwei Teile unterteilt. Die geringste Wassertiefe beträgt in der Mitte des südwestlichen Teils 6,7 m. Der umgebende Meeresboden fällt von der Amrumbank nur sehr allmählich ab.
Von 1908 bis 1939 war an der Südwestseite der Amrumbank, auf der Position 54° 34' N 7° 53' E, ein Feuerschiff stationiert. Die Amrumbank I, ein Dampfschiff mit Reservebesegelung, wurde 1919 von der Amrumbank II abgelöst. Zu Beginn des Zweiten Weltkriegs wurde das Feuerschiff eingezogen. Heute wird die Untiefe durch Kardinaltonnen bezeichnet.
Neben den beiden Feuerschiffen trägt auch ein 2011 in Dienst gestelltes Seezeichenschiff den Namen der Untiefe.
Etwa zehn Seemeilen weiter südwestlich entsteht im tieferen Wasser der Offshore-Windpark Amrumbank West.